# Blefarostato
Il blefarostato è uno dispositivo medico utilizzato per mantenere aperte e ferme le palpebre durante gli interventi di visita o di chirurgia all'occhio. 
Si tratta di un particolare tipo di speculum.

## Nella cultura di massa
Questo strumento è stato utilizzato anche in una celebre scena del film Arancia meccanica di Stanley Kubrick.
Il blefarostato appare anche nell'albo a fumetti Bonelli Gli occhi e il buio  di Simeoni, nel quale il protagonista lo utilizza per guardare negli occhi le sue vittime.